# Ferdinand von Wrangel

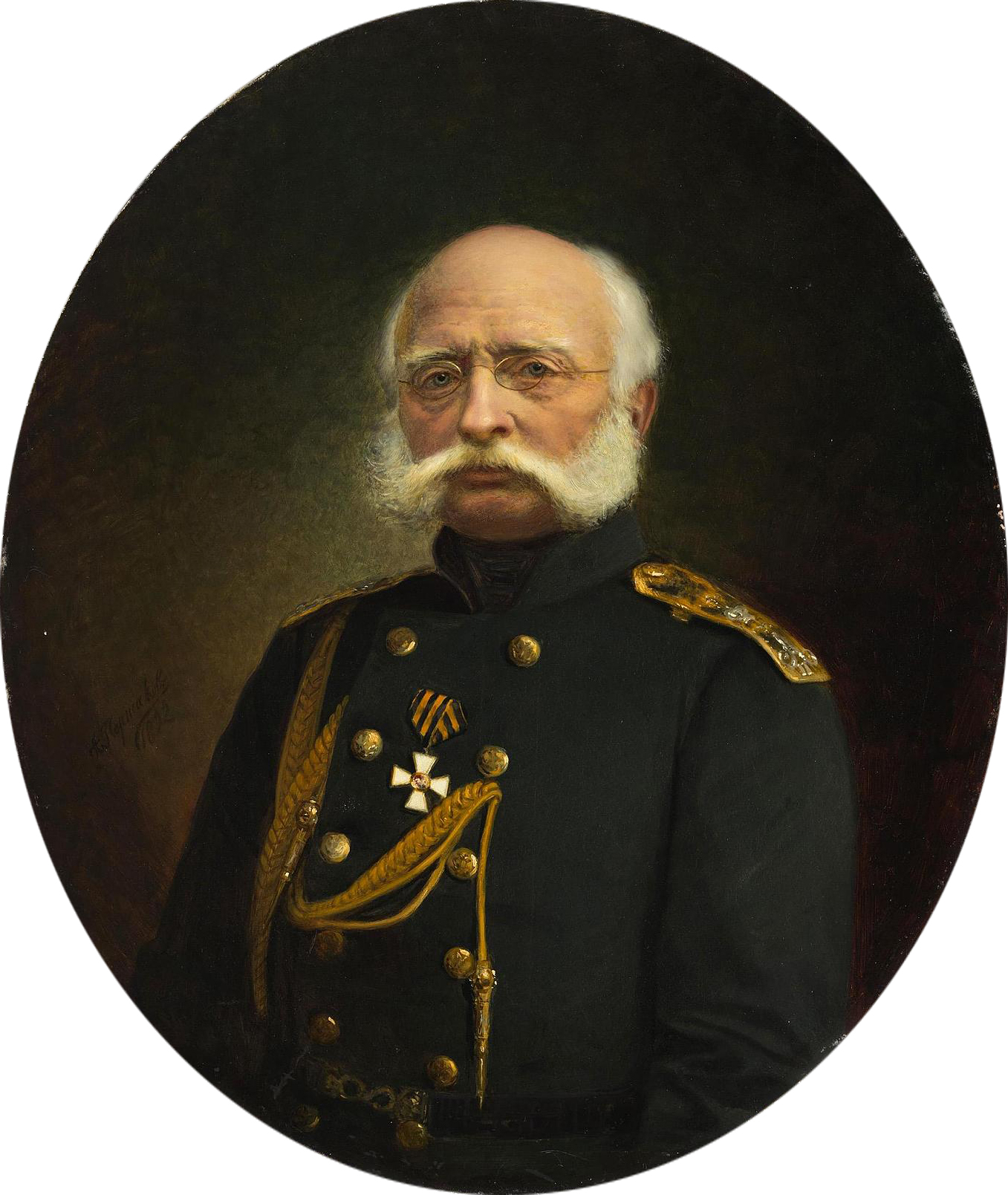
Admiraal Ferdinand von Wrangel, c. 1860

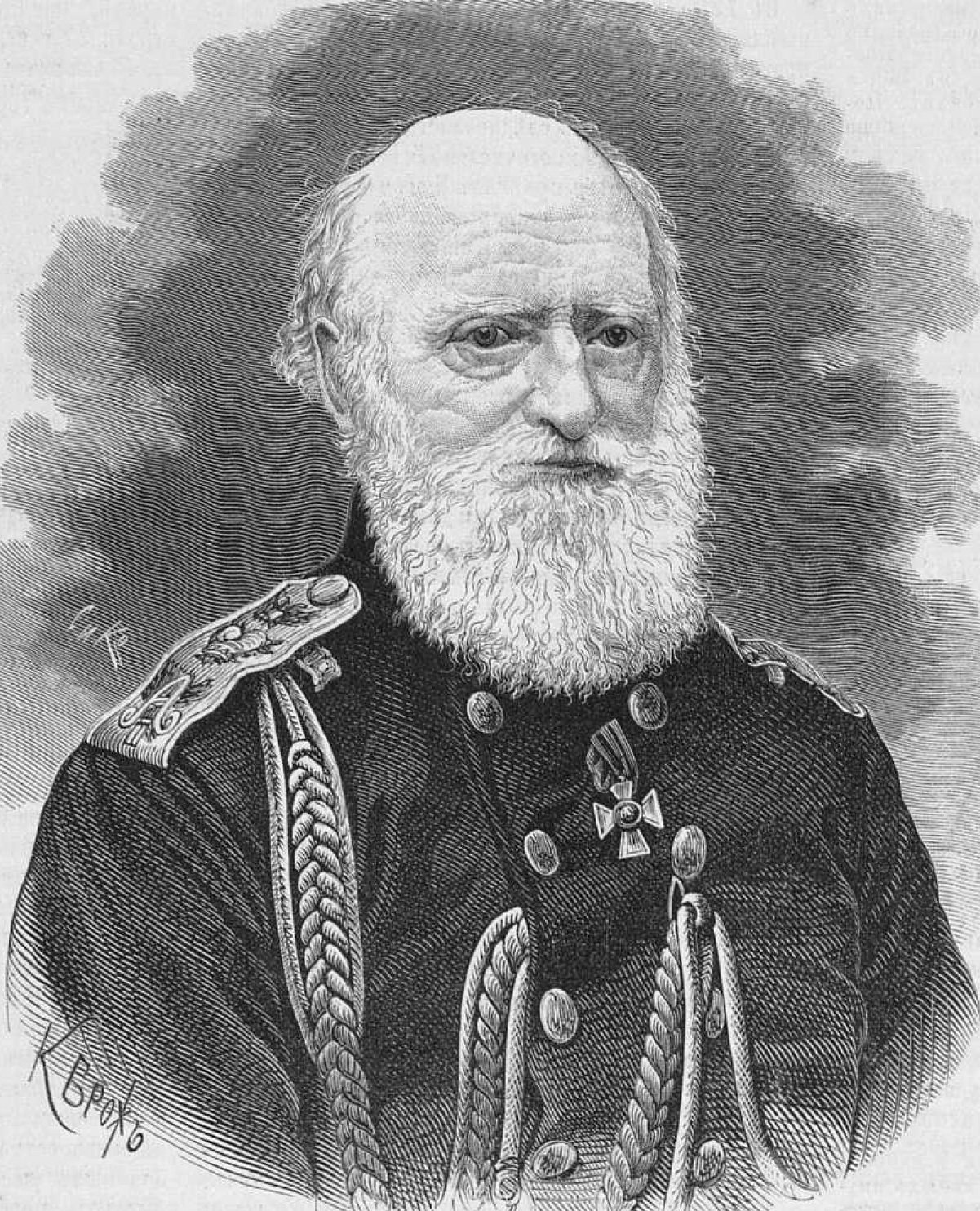
Ferdinand von Wrangel.

Ferdinand Friedrich Georg Ludwig Baron von Wrangel (Russisch: Фердинанд Петрович Врангель, Ferdinand Petrovitsj Vrangel) (Pskov, 9 januari 1797 - Tartu, toen Dorpat geheten, in het Gouvernement Riga, 6 juni 1870) was een Duits-Baltisch officier in de Russische Keizerlijke Marine, ontdekkingsreiziger en geograaf.

## Levensloop
Ferdinand von Wrangel was de derde van zeven kinderen van de Russische majoor Peter von Wrangel (1760–1807) en zijn vrouw Dorothea von Freymann (1768–1806). De eerste levensjaren bracht hij door op de ouderlijke havezate in Waimel-Neuhof, gouvernement Estland. Ferdinand was nog geen 10 jaar oud, toen eerst zijn moeder overleed en een half jaar later ook zijn vader. Het landgoed ging door een slecht verlopen onderneming van zijn vader verloren, Ferdinand en nog vier andere kinderen bleven zonder middelen achter. Ferdinand ging naar de zeekadettenschool in Sint Petersburg, de anderen werden bij familie ondergebracht. Na zijn opleiding nam hij van 1817 tot 1819 als onderluitenant deel aan de zeiltocht rond de wereld van Vasili Golovnin op de Kamtsjatka. Op deze reis leerde hij de latere ontdekkingsreiziger Friedrich von Lütke kennen, waarmee hij levenslang bevriend raakte. Ook zijn metgezel op toekomstige reizen, Fjodor Matjoesjkin (1799–1872) ontmoette hij op deze zeiltocht.

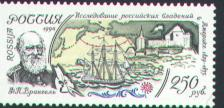
Wrangel op een Russische postzegel

##### Expeditie naar Kolyma
Na zijn terugkeer kreeg hij van Golovnin het aanbod, een expeditie in het noorden van Siberië te leiden om de kust van de Noordelijke IJszee ten oosten van de monding van de Indigirka opnieuw in kaart te brengen. Ten noorden van de monding van de Kolyma zou ook naar het land gezocht moeten worden waarvan de kozak Stepan Andrejev bericht had gedaan. Nadat Wrangel zijn kennis op het gebied van de aardwetenschappen aan de universiteit van Dorpat had verdiept, onder andere bij de astronoom Wilhelm Struve, vertrok hij in het voorjaar van 1820 met Matjoesjkin en vier anderen. Na ruim 7 maanden bereikten ze Nizjnekolymsk, waar ze hun hoofdkwartier inrichtten. Hiervanuit ondernamen von Wrangel en Matjoesjkin in de volgende jaren vier lange reizen per hondenslee over het zee-ijs naar het noorden en langs de kust naar het oosten. Bij een van die reizen, in maart en april 1822, trokken ze 46 dagen over het ijs en bereikten 72° 2'NB. Daarna voer hij de Kolyma op, 125 mijl het binnenland in, door gebied dat werd bewoond door de Jakoeten. Tot 1824 werden onder moeilijke omstandigheden hydrografische, meteorologische, magnetische en andere waarnemingen gedaan. Behalve een nauwkeurige kartering van de kust en de Bereneilanden kon Wrangel aantonen dat het door Andrejev genoemde land niet bestond. Op grond van informatie verstrekt door de inheemse Tsjoektsjen tekende hij verder naar het oosten op zijn kaarten wel het eiland in dat later zijn naam zou dragen. Zelf was hij er niet geweest en had het ook niet gezien.

##### Gouverneur van Russisch Amerika
In de jaren 1825 tot 1827 ondernam hij in dienst van de marine en opnieuw in gezelschap van Matjoesjkin een reis met de Krotki naar Kamtsjatka. Na terugkeer werd hij in 1829 benoemd tot gouverneur-generaal van het toenmalige Russisch-Amerika (Alaska). Na een reis van meer dan een jaar door Siberië tot de Zee van Ochotsk voer hij in de zomer van 1830 over naar Sitka. Na aankomst hield hij zich bezig met de verbetering van bestuur en administratie, introduceerde de verbouw van aardappels, opende en organiseerde enkele mijnen en drong aan op de opzetting van een bonthandelsbedrijf door de overheid. Hij liet Russische missionarissen overkomen en wegen en bruggen aanleggen. Zijn terugreis in 1835 verliep via Californië, Mexico en New York zodat hij voor de derde keer de Aarde was rondgereisd. Terug in Rusland werd hij bevorderd tot schout-bij-nacht en in 1837 werd hij onderscheiden met de Orde van Sint-George in de vierde graad. Van 1840 tot 1849 was hij directeur van de Russisch-Amerikaanse Compagnie in Sint Petersburg. In 1845 was hij mede-oprichter van het Russisch Geografisch Genootschap. In 1847 werd hij bevorderd tot vice-admiraal en als zodanig benoemd tot directeur van het departement houtvoorziening voor de scheepsbouw. In 1849 ging hij met pensioen en trok zich terug op zijn landgoed in Roela.

##### Latere jaren
Na het overlijden van zijn vrouw Elisabeth Rossillon (1810–1854) keerde hij terug in actieve militaire dienst om Rusland, in die tijd verwikkeld in de Krimoorlog, beschikbaar te zijn. Hij werd directeur van het hydrografisch departement en enkele maanden later minister van de Marine. In 1855 werd hij benoemd tot erelid van de Russische Academie van Wetenschappen. In 1857 liet hij zich wegens gezondheidsproblemen door Albrecht von Graefe in Berlijn behandelen. Met de rang van admiraal ging hij weg bij de marine en werd lid van de Staatsraad van het Russische Rijk. Hij was fel tegenstander van de verkoop van Alaska aan de Verenigde Staten, wat in 1867 toch gebeurde. Wrangel had inmiddels sinds 1864 voor onbepaalde tijd verlof genomen. In 1870 overleed hij in Tartu.
Naar Ferdinand von Wrangel werden onder andere genoemd de plaats Wrangell, de 4.317 m hoge vulkaan Mount Wrangell, de Wrangell Mountains in Alaska en het eiland Wrangel in de Noordelijke IJszee.
- Bibsys: 2042606
- Bibliothèque nationale de France: cb107270594 (data)
- Gemeinsame Normdatei: 100724833
- International Standard Name Identifier: 0000 0001 1584 786X
- Library of Congress Control Number: n81101603
- Nationale Bibliotheek van Letland: 000260279
- Nationale Bibliotheek van Tsjechië: js2012697733
- Nationale Bibliotheek van Israël: 987007278997505171
- Nationale Bibliotheek van Polen: a0000002526729
- Nederlandse Thesaurus van Auteursnamen: 070392706
- LIBRIS: 333726
- SNAC: w6ks9dnx
- Système universitaire de documentation: 110303970
- Virtual International Authority File: 361781
- WorldCat: E39PBJmDfmpFbX6M6RgJ7v46rq